# Мицраим
Мицраим — библейский персонаж. Второй по старшинству сын Хама.
Мицраим упоминается в т. н. «таблице народов» (Быт. 10): «Сыны Хама: Хуш, Мицраим, Фут и Ханаан» (Быт. 10:6), «От Мицраима произошли Лудим, Анамим, Легавим, Нафтухим, Патрусим, Каслухим, откуда вышли Филистимляне, и Кафторим» (Быт. 10:13-14).
Согласно Библии и её толкованиям, от Мицраима и его потомков произошли народы Северо-Восточной Африки (египтяне и ливийцы) и некоторые народы Ближнего Востока (филистимляне).
В Библии имя Мицраима используется как эпоним Египта.

## Этимология
Согласно библейской традиции, Мицраим был родоначальником египтян. Само имя «Мицраим» используется в Библии как эпоним Египта. В русском переводе Иудейских древностей Иосифа Флавия (книга I, глава 6)) используются название «Местра» и «местреянe». Этимология имени неизвестна; скорее всего, оно семитского происхождения и родственно вавилонскому (аккадскому) названию Египта — Musru/Misri, угаритскому Mṣrm; возможно, это название связано с названием небольшого государства Musur, находящегося под властью царя Ассирии Асархаддона. Существует толкование значения имени как «два укрепления» — предположительно, связанное с пограничными валами. Существует прочтение имени, как двойственного числа от основы — Миср, связываемой с аккад. Misru — «граница, регион», таким образом название означает «две страны», и соответствует древнеегипетскому названию, указывающему на союз двух Египтов — Верхнего и Нижнего, хотя такое объяснение чрезвычайно неубедительно. При этом название Мицраим могло применяться только к Нижнему Египту.
Возможно, что библейская «таблица народов» отражает не столько этнографические и лингвистические связи (например, семитские ханаанские языки не должны бы были быть в одной группе с представителями хамитских языков), сколько политическую ситуацию до времен написания библейского текста. В таком случае братья Мицраима соответствуют зависимым от Древнего Египта провинций. С другой стороны, Мицраим идет в перечне вторым после Хуша, которому соответствует Нубия; согласно гипотезе Айзека Азимова, это соотносится с политическим положением между 715—656 годами до н. э., когда Египет был в упадке и под влиянием Нубии.

## Потомство Мицраима
Поскольку перечень в тексте книги Бытия: «От Мицраима произошли Лудим, Анамим, Легавим, Нафтухим, Патрусим, Каслухим, откуда вышли Филистимляне, и Кафторим» (Быт. 10:13-14) состоит из форм множественного числа, он обычно толкуется, как непосредственно перечень народов, произошедших от Мицраима; но иногда трактуется как перечень имен сыновей, от которых впоследствии произошли одноименные народы.
Так, в переводах средневекового сочинения Сефер га-Яшар (Книга Праведного) сходный перечень состоит из форм единственного числа и назван перечнем имен 5 сыновей Мицраима: Луд, Аном и Пафрос (Патрос), Каслот и Кафтор.
Имена в перечне потомков Мицраима должны соответствовать народам и землям Египта и окрестностей, но общепринято только соответствие для Нафтухим (Нижний Египет) и Патрусим (Верхний Египет), соответствия для остальных неизвестны либо противоречивы.

### Лудим
Лудим — существуют отождествления с ливийцами, либо с лидийцами.
Принцип толкования таблицы народов, по которому группировка народов в ней отражает не родственные связи или географическую близость, а политические связи, позволяет некоторым авторам (Сейс, Меллинк) предполагать под народом лудим лидийцев Малой Азии, проводя параллель «лудим указаны как дети Мицраима» — «лидийцы служили наемниками в армии Египта».
Под лудим иногда понимают ливийцев, предполагая ошибку переписчика библейского текста, из-за которой слово «Либим» могло превратиться в «Лудим». Либу — северо-африканское племя, от имени которого происходит название «Ливия». Впервые «Либу» (Ливия) упоминается в надписи Рамсеса II.

### Анамим
Анамим — племя «анами» в Северо-Восточной Ливии.
Ассирийский текст времён Саргона II обращается к определённому народу, называя его «анами» (Anami). Как полагал Уильям Фоксуэлл Олбрайт (Albright), анами, очевидно, населяли район Киренаика в Северо-Восточной Ливии. Олбрайт также приравнивает их к A-na-mi, найденных в клинописных географических текстах времён Саргона II.

### Легавим
Легавим — возможно, ливийцы.
Нет определённого мнения, кого следует считать потомками Легавим. Было предположено, что потомки Легавима должны быть идентифицированы с ливийцами. По мнению Thomas Oden Lambdin имя Lubim означает «Ливию».

### Нафтухим
Нафтухим отождествляются с жителями Нижнего Египта (Северного Египта).
Томас Ламбдин в своей статье помещает Нафтухима между Легавимом, которого ассоциируют с ливийцами, и Патрусимом, как жителями Верхнего Египта.
И, следовательно, относит к потомкам Нафтухима жителей дельты Нила. Ламбдин связывает Нафтухима с египетским na-patoh-±im «таковые из Дельты». Справочник по библейскому ивриту и библейскому арамейскому языку Brown-Driver-Briggs также считает, что потомки Нафтухима были локализованы в Нижнем Египте, но связывает его имя с Na-Ptah (египетское название Мемфиса).

### Патрусим
Патрусим отождествляются с жителями Верхнего Египта (Южного Египта).
В средневековом сочинении Сефер га-Яшар (Книге Праведного) говорится, что «И дети Патроса и Каслоха смешались между собой, и от них вышли Филистимляне, Азотцы, и Герарцы, Гитимы и Екронцы, во всех пяти племенах; они также построили себе города, и они называют свои города по именам своих отцов по сей день».
Таким образом, Сефер га-Яшар выводит филистимлян потомками Патрусима и Каслухима одновременно, связывая их с городами филистимского пятиградия Азот, Герар, Геф и Екрон.

### Каслухим
Некоторые толкователи Библии помещают каслухим в т. н. Касиотиду — местность к востоку от дельты Нила вокруг горы Касия (ныне — Ras Kouroun).
Якут аль-Хамави со ссылкой на Аль-Кальби упоминает Кашлухима как сына Яфета и говорит о его сыне Ланте.
Стих «...Каслухим, откуда вышли Филистимляне...» (Быт. 10:14) трактуется разными комментаторами Библии, как указание на то, что филистимляне происходят от народа каслухим.

### Кафторим
Относительно кафторим есть несколько гипотез. Основные группы теорий связывают кафторим с островами в Восточном Средиземноморье или с прибрежной местностью в Малой Азии.
- Большинство толкователей отождествляло упоминаемую в Библии страну Кафтор (Kafto) с Критом. Однако существует и версии, отождествляющие Кафтор с Кипром. В 1980 году Джордж Стрэндж на основе собранного им материала показал, что семитское Caphtor и египетское Keftiu географически связаны с островом Кипр[18].
- Kafto может быть отовдествлен с районом в Юго-Восточной Анатолии (Киликия или Каппадокия), вероятно, подконтрольным Египту[19].

Кафторим рассматриваются или как синоним филистимлян, или как народ-предок.

### Филистимляне
Согласно книге Бытия, филистимляне происходят от потомков Каслухима, которые в свою очередь являются потомками Мицраима (Быт. 10:13, 14). В других местах Библии сообщается, что филистимляне являются остатком острова Кафтор, который населяли Кафторимы (Втор. 2:23, Иер. 47:4 и Амос. 9:7). По мнению протоиерея Hиколая Елеонского, это – лишь кажущееся противоречие, и его можно примирить таким образом: филистимляне первоначально составляли каслухитскую колонию, расположившуюся на прибрежной полосе Средиземного моря между Газой и Пелузием, но позднее эта колония усилилась родственными ей выходцами из Кафтора.
Библия рассказывает, что патриархи Авраам (Быт. 21:32—34), а затем Исаак (Быт. 26:1) жили в «в земле Филистимской»; такое совмещение «эпохи патриархов» и исторического завоевания филистимлянами южного побережья Ханаана (обычно датируется XII веком до н. э.) является анахронизмом.